# 서울 이랜드 FC U-18
서울 이랜드 FC U-18팀은 서울 이랜드 FC의 18세 이하 유스팀이다.
서울 이랜드 FC의 U-18팀인 서울 이랜드 FC U-18팀은 학교와 협약을 맺지 않고 구단이 독자적으로 운영하고 있다. 현재까지 출신 선수들 중에서 박준영과 같은 선수들이 1군 무대에 정착하는데 성공을 했다.

## 같이 보기
- 서울 이랜드 FC
- 서울 이랜드 FC U-15
- 서울 이랜드 FC U-12